# Лаусниц
Лаусниц (нем. Laußnitz; в.-луж. Łužnica) — коммуна в Германии, в земле Саксония. Подчиняется административному округу Дрезден. Входит в состав района Баутцен. Подчиняется управлению Кёнигсбрюк. Население составляет 1948 человек (на 31 декабря 2010 года). Занимает площадь 63,74 км².
Коммуна подразделяется на 3 сельских округа.